# Vollautomatik
Vollautomatik bedeutet, dass technische Anlagen, Maschinen oder sonstige Arbeitsgeräte ihre Arbeitsleistung ohne Hilfe des Menschen oder von Personal autonom erfüllen können. Pendant ist die Halbautomatik. 

## Allgemeines
Die Vollautomatik ergab sich erst durch die Automatisierung von Arbeitsprozessen vor allem in der Industrie, wo Arbeitskräfte sukzessive durch Produktionsmittel ersetzt wurden. Das Wort „Vollautomatik“ erschien ersichtlich erstmals 1976 im deutschsprachigen Raum. Es bezog sich auf die automatisierten Schaltgetriebe bei Kraftfahrzeugen. 

## Technische Aspekte
Ein System wird nach DIN 19233 nur dann als „vollautomatisiert“ bezeichnet, wenn sein Automatisierungsgrad 100 % beträgt. Vollautomatik ist daher kein Pleonasmus, weil sie einen Automatisierungsgrad von 100 % erfordert und alle darunter liegenden Systeme teilautomatisiert sind. Bei Vollautomatik müssen Menschen oder Arbeitskräfte lediglich die Überwachung des Systems übernehmen.

## Beispiele
- Bei Fahrzeuggetrieben wird die Wahl des Ganges selbständig durch das Automatikgetriebe in Abhängigkeit von Last und Fahrwunsch durchgeführt.
- Die mit Vollautomatik versehene Waschmaschine erkennt den Verschmutzungsgrad der Wäsche und wählt automatisch die erforderliche Menge Waschmittel und das geeignete Waschprogramm.[5]
- Vollautomatische Kameras übernehmen die Entscheidung über die Parameter Bewegungsschärfe (Motionflow), Belichtungszeit, Blendenöffnung, Bildrauschen, Fokus und Schärfentiefe.[6] Der Autofokus ist deshalb lediglich eine halbautomatische Kamera.
- Autonomes Fahren besitzt einen Automatisierungsgrad von 100 % und ist deshalb als vollautomatisiert einzustufen, weil der Fahrer im Regelfall nicht eingreifen muss und die Navigation auch den Straßenverkehr berücksichtigt.
- Vollautomatische Schusswaffen geben durch einmalige Betätigung des Abzugs mehrere Schüsse nacheinander ab.

Die Vollautomatik führt zu einer vollständigen Entlastung des Benutzers. Oftmals kann bei elektronisch gesteuerten Systemen zwischen Halbautomatik und Vollautomatik während des Betriebs gewechselt werden.
In manchen Systemen gibt es vollautomatische Teilsysteme wie der Autopilot (Flugzeuge, Schiffe) oder das Instrumentenlandesystem (Flugzeuge), während die übrigen Teilsysteme bedient werden müssen.